# كلوة (تبوك)
كلوة، من المناطق الأثرية الواقعة في الشمال الشرقي من تبوك بحوالي 280 كيلاً قرب الحدود السعودية - الأردنية.

## إكتشاف موقع كلوة
أكتشف هذا الموقع ولأول مرة من قبل عالمة الآثار البريطانية أغنيس هورسفيلد وعالم الآثار الأمريكي نيلسون غلوك، وذلك في عام 1932م. وذلك خلال زيارة أغنيس لكيلوة مع هورسفيلد (والذي أصبج زوجها لآحقا) ونيلسون غلوك، مدير المدرسة الأمريكية للأبحاث الشرقية في القدس. أنتجت هذه البعثة التي استغرقت خمسة أيام مقالًا مشتركًا من تأليف الثلاثة في عام 1933.

## كلوة والآثار
- بعد مسح المنطقة وُجدت منحوتات صخرية من رسوم ونقوش وأدوات حجرية ترجع للعصر النطوفية أي العصر القديم القريب Epi Palaes Lithie ، والرسوم الصخرية تكون الأكثر قدماً في الجزيرة العربية، ويدل على ذلك الأسطح المتآكلة وتأثير العوامل الصخرية عليها، حيث يقع تاريخ الرسومات الصخرية للمنطقة في الحقبة بين 9000-7000 ق.م، وتم تحديد تاريخ موقع كلوة لكثرة الأدوات الحجرية التي ترجع للعصر القديم ماقبل الوسيط.[5]
- سجل فريق وكالة الآثار والمتاحف في عام 1984م حوالي 313 موقعاً تحتوي على رسوم صخرية تعود إلى فترات تمتد إلى 15,000 سنة قبل الميلاد، وقد أستخدم الأهالي هذه الرسومات في لتسجيل الأحداث التي مرت بهم، وأعمال الصيد، والحرب، والطقوس الدينية، حيث كانت تمثل هذه البداية للكتابات التصويرية التي بدأت في المنطقة وتطورت في الجزيرة العربية.
- أوفدت وكالة الآثار والمتاحف في عام 1399هـ/1979م فريقاً علمياً مهمته مسح المواقع الأثرية بتيماء، وجمع ودراسة الملتقطات السطحية، وقدمت البعثة دراسة مهمة للخزف في تيماء، ووضعت التسلسل التاريخي له من خلال الدراسة المقارنة، وقد أكتشف الفريق مواقع عصور حجرية لأول مرة، واكتشاف قصر الحمراء، وتحديد المدافن والأبراج المحيطة بالمدينة، وكذلك اكتشاف العديد من الآبار والمعالم الأثرية على سبيل المثال المنطقة المعروفة بالسموال، وقصر الرضم، والقنوات الزراعية بتيماء.[6]

## أعمال البعثة السعودية الفرنسية للتنقيب في الموقع
يعد موقع كلوة الأثري والمواقع المحيطة به من المواقع الأثرية الهامة التي تحتاج إلى المزيد من الدراسات الأثرية المتخصصة ذلك لأنها من المواقع الغنية بالعناصر الأثرية المميزة التي تدل على أن المنطقة شهدت استيطاناً على نطاق واسع منذ فترة مبكرة من حياة الإنسان امتد على الأرجح لفترات طويلة متعاقبة ويمكن تمييز مراحل حضارية عديدة تبدأ بفترة ما قبل التاريخ مروراً بالعصور التاريخية والفترة السابقة للإسلام إلى جانب الفترة الإسلامية ويبدو أن العوامل المناخية أثرت على حياة الإنسان في هذه المنطقة الأمر الذي أصبح معه الاستقرار مرتبطاً بشكل كبير بتوفر الظروف المناخية الملائمة وخاصة المياه.
لقد كانت فترة ما قبل التاريخ أكثر وضوحاً حيث يمكن ملاحظة انتشار الأدوات الصوانية في كلوة والمواقع المحيطة بها بشكل كثيف ومبدئياً يمكن أن تنسب هذه الأدوات إلى العصر الحجري الحديث الذي لا شك شهد في مراحله الأخيرة المحاولات الأولى للاستقرار الذي ارتبط ببعض المنشآت البسيطة المنتشرة بالموقع والمنطقة المحيطة به وهذه المنشآت على الأرجح استمرت في التزايد تدريجياً خلال العصور التاريخية والإسلامية. وفي الجانب الآخر أمكن العثور على عدد كبير من الرسوم الصخرية الآدمية والحيوانية تجسد حياة الإنسان في هذه المنطقة إلى جانب ذلك العديد من النقوش بالخط العربي في فترة ما قبل الإسلامي والذي يعرف بالخط الثمودي(المحلي) أما خلال الفترة الإسلامية فتم العثور على عدد من النقوش والكتابات الإسلامية تعود لفترات متفاوتة يتضح ذلك من أسلوب الخط.
ومن أبرز نتائج أعمال البعثة السعودية الفرنسية في الموقع:
يمكن تمييز عدد من المراحل الحضارية تبدأ بفترة ما قبل التاريخ مروراً بالعصور التاريخية والفترة السابقة للإسلام إلى جانب الفترة الإسلامية ويبدو أن العوامل المناخية أثرت على حياة الإنسان في هذه المنطقة الأمر الذي أصبح معه الاستقرار مرتبطاً بشكل كبير بتوفر الظروف المناخية الملائمة وخاصة المياه.
كانت فترة ما قبل التاريخ أكثر وضوحاً بالموقع حيث يمكن ملاحظة انتشار الأدوات الصوانية في كلوة والمواقع المحيطة بها بشكل كثيف ومبدئياً يمكن أن تنسب هذه الأدوات إلى العصر الحجري الحديث الذي لا شك شهد في مراحله الأخيرة المحاولات الأولى للاستقرار الذي ارتبط ببعض المنشآت البسيطة المنتشرة بالموقع والمنطقة المحيطة به، وهذه المنشآت على الأرجح استمرت في التزايد تدريجياً خلال العصور التاريخية والإسلامية. من جانب آخر عثر الفريق على عدد كبير من الرسوم الصخرية الآدمية والحيوانية تجسد حياة الإنسان في هذه المنطقة إلى جانب العديد من النقوش بالخط الثمودي (المحلي)، ومن الفترة الإسلامية عثر على عدد من النقوش والكتابات الإسلامية تعود لفترات متفاوتة كما يتضح من أسلوب خطها.
وتتشكل في الموقع واجهات من الرسومات الصخرية الجميلة والمميزة والتي نفذت بدقة متناهية يصل طول إحداها إلى حوالي 7 م، وتضم رسومًا لأشكال آدمية وحيوانية وأشكال هندسية منحوتة بشكل فني على سطح أحد الأحجار الموجودة بالقرب من المواقع الأثرية وتشير الدراسات إلى أن جميع ما تم اكتشافه من رسومات صخرية في المواقع يعود إلى فترات موغلة بالقدم في إشارة إلى نشاط القوافل التجارية .  

## انظر ايضاً
- تبوك
- قصر الرضم
- عينونة

## وصلات خارجية
- اكتشاف آثار تعود للعصر الحجري في 3 مواقع بتبوك.